# Rund um den Henninger-Turm 1996
El Gran Premi de Frankfurt 1996 (oficialment Rund um den Henninger-Turm 1996) fou la 35a edició de la cursa ciclista Gran Premi de Frankfurt. Tingué lloc el dia 1 de maig de 1996 i el suís Georg Totschnig en fou el vencedor final. L'alemany Jens Heppner i el danès Rolf Sørensen, ocuparen el segon i tercer esglaó del podi, respectivament.

## Classificació general
| Pos. | Ciclista           | Equip              | Temps      |
| ---- | ------------------ | ------------------ | ---------- |
| 1    | Beat Zberg         | Carrera Jeans      | 6h 31' 25" |
| 2    | Jens Heppner       | Team Telekom       | + 0"       |
| 3    | Rolf Sørensen      | Rabobank ProTeam   | + 0"       |
| 4    | Bjarne Riis        | Team Telekom       | + 0"       |
| 5    | Gabriele Colombo   | Gewiss–Playbus     | + 9        |
| 6    | Erik Zabel         | Team Telekom       | + 14"      |
| 7    | Maurizio Fondriest | Roslotto–ZG Mobili | + 14"      |
| 8    | Olaf Ludwig        | Team Telekom       | + 14"      |
| 9    | Fabrizio Bontempi  | Brescialat–Oyster  | + 14"      |
| 10   | Wilfried Peeters   | Mapei–GB           | + 14"      |